# Liste de films LGBT en Allemagne
 (juillet 2018).
Si vous disposez d'ouvrages ou d'articles de référence ou si vous connaissez des sites web de qualité traitant du thème abordé ici, merci de compléter l'article en donnant les références utiles à sa vérifiabilité et en les liant à la section « Notes et références ».
La liste de films LGBT en Allemagne est une liste de films (longs, courts et moyens-métrages) et téléfilms où les thèmes des minorités sexuelles et de genres sont présents et ou évoqués explicitement ou implicitement par des films produit en Allemagne.
Tous les films, cités ci-dessous, dans leur article, mentionnent explicitement et sourcé la thématique LGBT.

## Notice
- (1) Titre : titre sortie France ; TQ : titre Québec ; TB : titre belge.
- (2) Support : film (long-métrage, court-métrage, moyen-métrage) ; film documentaire ; et éventuellement : série TV ; mini-série et téléfilms (si liés aux films et à leur⋅s auteur⋅trice⋅s ici présent).
- (3) réalisateur ou réalisatrice :
  - (*) Réalisateur⋅trice dont l'œuvre est marquée par les thèmes LGBT
- (4) Catégorie-thème LGBT :
  - H = Le film est marqué dans le Portail:LGBT ; T = dans le Portail:transidentité. La thématique LGBT est une des thématiques principales.
  - (LGBT) ou par exemple : (Allemagne) = film inclus dans la catégorie « LGBT au cinéma en Allemagne » ; etc. ; La thématique LGBT est abordée dans l'œuvre.
  - thème LGBT : (voir la boîte déroulante : LGBT au cinéma)
  - (thèmes connexes) = (voir la boite déroulante : catégorie "LGBT au cinéma" et lié aux LGBT au cinéma)
- (5) personnage(s) :
  - P = un personnage principal est LGBT (.précision complémentaire) ; En gras, les personnages principaux.
    - précision complémentaire ; ceux-ci sont : lesbien, gay, bisexuel.le, transgenre, queer, intersexe…

  - S = un personnage secondaire est LGBT, (mentionné de façon explicitement sourcer - .précision complémentaire)
- (6) Source : cette case doit être complété pour justifier la mention de cette œuvre dans cette page.
  - fr.wp se référer à la page du film ;
  - dans le cas contraire lien externe vers des éléments de source.

## Liste
| Titre (1)                                                                                              | Support (2)       | Autre(s) origine(s)                   | Année | réalisateur⋅trice & commentaire (3)  | Catégorie-thème LGBT (4) | personnage(s) (5) | Source (6)                  |
| --- | ----------------- | ------------------------------------- | ----- | ------------------------------------ | --- | --- | --------------------------- |
| Bandaged                                                                                               | film              | États-Unis                            | 2009  | Maria Beatty                         | (États-Unis Allemagne France[réf. souhaitée])                                                                                                   | P.l. - Lucille (relation lesbienne) - Joan (lesbienne) | (cf. fr.wp)[réf. souhaitée] |
| Contracorriente                                                                                        | film              | Pérou Colombie France                 | 2009  | Javier Fuentes-León                  | H (Pérou) homosexualité dissimulée ; discrimination et préjugés liées aux cultures traditionnelle et religieuse ; LGBTI+ ayant une fin tragique | P.g.b. - Miguel (gay, mariage hétérosexuel) - Santiago (gay) | (cf. fr.wp)                 |
| Das Trio (de) (Trio)                                                                                   | film              |                                       | 1998  | Hermine Huntgeburth                  | | | [réf. souhaitée]            |
| Ghosted                                                                                                | film              | Taïwan                                | 2009  | Monika Treut                         | | P.l. - artiste allemande (lesbienne) | (cf. fr.wp)[réf. souhaitée] |
| Good Morning England                                                                                   | film              |                                       | 2009  | Richard Curtis                       | | P.l. - Félicity (lesbienne) | (cf. fr.wp)                 |
| Hustler White (en)                                                                                     | film              | États-Unis Canada                     | 1996  | Bruce LaBruce                        | (Prostitution masculine) | P.g. S.g.b-m. - Monti Ward (gay) - Jürgen Anger (gay) - l'ensemble des personnages | ,                           |
| The Happy Prince                                                                                       | film              | Belgique Italie Royaume-Uni           | 2018  | Rupert Everett                       | H (Allemagne Belgique Italie Royaume-Uni) biographique                                                                                          | P.g.[réf. souhaitée] | (cf. fr.wp)                 |
| Imagine Me and You                                                                                     | film              | États-Unis ; Royaume-Uni              | 2005  | Ol Parker                            | H (Royaume-Uni) découverte de son homosexualité                                                                                                 | P.l. - Luce (lesbienne) - Rachel (relation lesbienne, mariage hétérosexuel) | (cf. fr.wp)                 |
| Le Roi des roses (Der Rosenkönig)                                                                      | film              | Portugal France Pays-Bas              | 1986  | Werner Schroeter                     | | P.g. - Albert (fascine par le jeune Fernando, gay) | [réf. souhaitée]            |
| T'as de beaux yeux, chéri                                                                              | film documentaire | Pays-Bas Finlande Australie           | 2007  | André Schäfer                        | H documentaire | gay ; lesbien | (cf. fr.wp)                 |
| Europa Europa (Hitlerjunge Salomon)                                                                    | film              | Russie Pologne                        | 1990  | Agnieszka Holland                    | | S.g. - Robert (gay) | (cf. fr.wp)                 |
| Keller - Teenage Wasteland (de) (Out of Hand)                                                          |                   | Autriche Italie                       | 2005  | Eva Urthaler                         | | | [réf. souhaitée]            |
| Out of Hand (de) (Keller – Teenage Wasteland)                                                          |                   | Autriche Italie                       | 2005  | Eva Urthaler                         | | | [réf. souhaitée]            |
| Le Troisième Sexe                                                                                      | film              | Allemagne                             | 1957  | Veit Harlan                          | | |                             |
| Les Hommes de Sa Majesté (All the Queen's Men)                                                         | film              | Australie États-Unis                  | 2001  | Stefan Ruzowitzky                    | | P.travestissement.[réf. souhaitée] | (cf. fr.wp)                 |
| Forbidden Fruit                                                                                        | moyen-métrage     | Zimbabwe                              | 2000  | Sue Maluwa-Bruce                     | H (Zimbabwe) discrimination envers des personnes LGBT                                                                                           | P.l. (Nongoma et Tsisti) | (cf. fr.wp)                 |
| Lola et Bilidikid (Lola + Bilidikid ; Lola und Bilidikid)                                              | film              | Turquie                               | 1999  | E. Kutlig Ataman                     | H (Allemagne Turquie) adolescents - découverte et acceptation de son homosexualité - homosexualité et cultures traditionnelles conservatrices   | P.g. S.travesti - Murat (gay) - Lola (travesti) - compagnon de Lola (relation gay) | (cf. fr.wp)                 |
| Killer Kondom (Kondom des Grauens)                                                                     | film              | Suisse                                | 1996  | Martin Walz                          | (Allemagne Suisse) | P.g. - Luigi Mackeroni (gay) | (cf. fr.wp)                 |
| L'Einstein du sexe (Der Einstein des Sex)                                                              | film              | Pays-Bas                              | 1999  | Rosa von Praunheim                   | H (Allemagne) droit LGBT[réf. souhaitée] | P.g[réf. souhaitée]. | (cf. fr.wp)                 |
| House of Boys                                                                                          | film              | Luxembourg                            | 2009  | Jean-Claude Schlim                   | coming-out - VIH-SIDA | P.g. | (cf. en.wp)[réf. souhaitée] |
| Cloud Atlas (TQ : Cartographie des nuages)                                                             | film              | États-Unis                            | 2012  | Lana et Lilly Wachowski Tom Tykwer   | chantage sur un personnage LGBT en raison de son orientation - personnage LGBT ayant un destin tragique                                         | P.g. S.g. acteur travesti - Robert Frobisher (gay) (Ben Whishaw) puis acteur interprète Georgette (relation avec Timothy Cavendish) (travestissement) - Rufus Sixsmith (gay, amant de Robert Frobisher) - Vyvyan Ayrs (repousse les avances de Robert Frobisher et le fait chanter) (Jim Broadbent) puis acteur interprète Timothy Cavendish (relation avec Georgette). | (cf. fr.wp)                 |
| Food of Love                                                                                           | film              | Espagne                               | 2002  | Ventura Pons                         | | P.g. (Richard Kennington) |                             |
| Un virus sans morale (en) (Ein Virus kennt keine Moral)                                                | film              |                                       | 2002  | Rosa von Praunheim                   | VIH-SIDA ; discriminations liées au VIH-SIDA ; discrimination envers les personnes LGBTI+                                                       | P.g. - Rüdiger (gay) - Christian (gay) | [ 7 ]                       |
| Vampyros Lesbos ou Sexualité Spéciale (Las Vampiras)                                                   | film              | Espagne                               | 1971  | Jesús Franco                         | (Allemagne Espagne) (Film érotique des années 1970) LGBT et vampire                                                                             | P.l.b-f.[réf. souhaitée] - Linda (bisexuelle[réf. souhaitée]) - comtesse Nadine Carody (lesbienne) | (cf. fr.wp)                 |
| The Raspberry Reich                                                                                    | film              | Canada                                | 2004  | Bruce LaBruce                        | H (Allemagne Canada) | gay - bisexualité[réf. souhaitée] | (cf. fr.wp)[réf. souhaitée] |
| Fremde Haut                                                                                            | film              | Autriche                              | 2005  | Angelina Maccarone                   | H (Allemagne Autriche) lesbien[réf. souhaitée]                                                                                                  | P.travestissement.[réf. souhaitée] - Fariba (travestissement[réf. souhaitée]) | (cf. fr.wp)[réf. souhaitée] |
| À demi-mots (Silent Youth)                                                                             | film              |                                       | 2012  | Diemo Kemmesies                      | découverte de son homosexualité[réf. souhaitée]                                                                                                 | P.g.[réf. souhaitée] - Marlo (relation gay, bisexuel)[réf. souhaitée] - Kirill (relation gay)[réf. souhaitée] | [réf. souhaitée]            |
| Aimée et Jaguar (Aimée und Jaguar)                                                                     | film              |                                       | 1999  | Max Färberböck                       | H (Allemagne) LGBT sous le IIIe Riech - découverte de son homosexualité - personnage LGBT au destin tragique                                    | P.l.b-f. - Felice Schragenheim (Jaguar) (lesbienne) - Lilly Wust (Aimée) (lesbienne ; bisexuel[réf. souhaitée]) | (cf. fr.wp)                 |
| Alex and Leo (Nos jours légers)                                                                        | film              |                                       | 2010  | Ives-Yuri Garate                     | H (Allemagne) | P.g.b-m.[réf. souhaitée] - Alex (gay) - Daniel (gay) - Leo (bisexuel[réf. souhaitée], gay) | (cf. fr.wp)                 |
| Alles wird gut (Everything Will Be Fine)                                                               | film              |                                       | 1998  | Angelina Maccarone                   | | P.l.[réf. souhaitée] |                             |
| L’Année des treize lunes (In einem Jahr mit 13 Monden)                                                 | film              |                                       | 1979  | Rainer Werner Fassbinder             | (Prostitution) | P.transsexuelle (Elvira)[réf. souhaitée] | (cf. fr.wp)                 |
| Chaînes ou (Les Sexes enchaînés) (Sex in Chains (Geschlecht in Fesseln – Die Sexualnot der Gefangenen) | film muet         |                                       | 1928  | William Dieterle                     | H | |                             |
| La Cigale et la Fourmi                                                                                 | court-métrage     |                                       | 2016  | Julia Ritschel                       | H (Allemagne) (amour interdit) | P.l. (Lena ; Katharina) | (cf. fr.wp)                 |
| La Clé des champs (Stadt Land Fluss)                                                                   | film              |                                       | 2011  | Benjamin Cantu                       | (Allemagne) adolescence - coming-out[réf. souhaitée]                                                                                            | P.g. (Marko ; Jacob)[réf. souhaitée] | (cf. fr.wp)                 |
| La Conséquence (Die Konsequenz)                                                                        | film              |                                       | 1977  | Wolfgang Petersen                    | H (Allemagne) adolescent - coming-out - traitement psychiatrique de l'homosexualité[réf. souhaitée]                                             | P.g. - Thomas (gay) - Martin (gay) | (cf. fr.wp)                 |
| Différent des autres (Anders als die Andern)                                                           | film              |                                       | 1919  | Richard Oswald Magnus Hirschfeld     | H (Allemagne) personnage LGBT ayant un destin tragique - prostituion masculine gay - droit LGBT - film LGBT censurée                            | P.g. S.g. - Paul Körner (gay) - Franz Bollek (prostitué gay) - Kurt Sivers (gay) - Max (relation gay) - Magnus Hirschfeld | (cf. fr.wp)[réf. souhaitée] |
| Le Droit du plus fort (Faustrecht der Freiheit)                                                        | film              |                                       | 1975  | Rainer Werner Fassbinder             | H (Allemagne) | P.g. S.g. - Klaus (gay) - Franz alias Fox (gay) (Rainer Werner Fassbinder) - Eugène (gay) | (cf. fr.wp)                 |
| Echte Kerle                                                                                            | film              |                                       | 1996  | Christian Zübert                     | | |                             |
| Une famille allemande (Agnes und seine Brüder)                                                         | film              |                                       | 2004  | Oskar Roehler                        | (Allemagne) | P.transidentité.g.[réf. souhaitée] - Agnes (trans) | (cf. fr.wp)                 |
| Fashion Victims (en) (Reine Geschmacksache)                                                            | film              |                                       | 2007  | Ingo Rasper                          | | |                             |
| Free Fall (Freier Fall)                                                                                | film              |                                       | 2013  | Stephan Lacant                       | (Allemagne) homophobie - personnage LGBT dans l’armée et la police - découverte de son homosexualité                                            | P.g. - Marc (bisexuel) - Kay (gay) | (cf. fr.wp)                 |
| Georges et Georgette                                                                                   | film              |                                       | 1934  | Roger Le Bon Reinhold Schünzel       | | P.travestissement. - Georges/Georgette (travestissement féminin utilitaire et d’émancipation)[réf. souhaitée] | (cf. fr.wp)[réf. souhaitée] |
| Gesetze der Liebe                                                                                      | film              |                                       | 1927  |                                      | | |                             |
| Je me sens disco (Ich fühl mich Disco) (I feel like disco)                                             | film              |                                       | 2013  | Axel Ranisch                         | H (Allemagne) adolescent | P.g. (Florian) | (cf. fr.wp)                 |
| Je suis ma propre femme (I Am My Own Woman (en)) (Ich bin meine eigene Frau)                           | film documentaire |                                       | 1992  | Rosa von Praunheim                   | | P.transidentité. |                             |
| Le Journal d'une fille perdue (Trois pages d'un journal) (allemand : Das Tagebuch einer Verlorenen)    | film              |                                       | 1929  | Georg Wilhelm Pabst                  | | | (cf. en.wp)[réf. souhaitée] |
| Kleine Freiheit (en) (A Little Bit of Freedom)                                                         | film              |                                       | 2003  | Yüksel Yavuz                         | | P.g.[réf. souhaitée] | (cf. en.wp)                 |
| Kommt Mausi Raus?! (Is Mausi Coming Out?)                                                              | téléfilm          |                                       | 1995  | Angelina Maccarone Alexander Scherer | | |                             |
| Les Larmes amères de Petra von Kant (Die bitteren Tränen der Petra von Kant)                           | film              |                                       | 1972  | Rainer Werner Fassbinder             | (Allemagne) (BDSM) | P.l.[réf. souhaitée] - Petra (lesbienne[réf. souhaitée]) - Marlene (lesbienne[réf. souhaitée]) - Karin (lesbienne[réf. souhaitée]) | (cf. fr.wp)                 |
| Locked Up (Gefangen)                                                                                   | film              |                                       | 2004  | Jörg Andreas                         | H | gay |                             |
| Loulou                                                                                                 | film              |                                       | 1929  | Georg Wilhelm Pabst                  | (Allemagne) (Prostitution féminine) | S.l. - Comtesse Anna Geschwitz (lesbienne, relation hétérosexuel forcée) | (cf. fr.wp)                 |
| Ma belle-fille est un homme (All You Need Is Love – Meine Schwiegertochter ist ein Mann)               | téléfilm          |                                       | 2009  | Edzard Onneken                       | | | [réf. souhaitée]            |
| Jeunes filles en uniforme (Mädchen in Uniform)                                                         | film              |                                       | 1931  | Leontine Sagan                       | H (Allemagne) adolescent - coming-out - préjugé et discrimination envers les personnes LGBTI+                                                   | P.l. - Manuela von Meinhardis (lesbienne) | (cf. fr.wp)                 |
| Jeunes filles en uniforme (Mädchen in Uniform)                                                         | film              |                                       | 1958  | Géza von Radványi                    | (Allemagne) coming-out adolescence[réf. souhaitée]                                                                                              | P.l. (Manuela) | (cf. fr.wp)                 |
| Männer wie wir (Guys and Balls) (Männer wie wir)                                                       | film              |                                       | 2004  | Sherry Hormann                       | H coming-out | gay |                             |
| Mel & Jenny (Mein Freund aus Faro)                                                                     | film              |                                       | 2008  | Nana Neul                            | (Allemagne) | P.l.travestissement.b-f[réf. souhaitée]. - Mélanie "Mel" Wandel (lesbienne)[réf. souhaitée] | (cf. fr.wp)                 |
| The Misandrists                                                                                        | film              |                                       | 2017  | Bruce LaBruce                        | H (Allemagne) | P.l. - Isolde et Hilde (lesbienne) | (cf. fr.wp)                 |
| Michaël (Mikaël)                                                                                       | film              |                                       | 1924  | Carl Theodor Dreyer                  | (Allemagne) | P.g.b-m. - Claude Zoret (relation gay non explicite) - Michaël (relation bisexuel non explicite) | (cf. fr.wp)                 |
| No One Sleeps                                                                                          | film              |                                       | 2000  |                                      | | |                             |
| Nous sommes la nuit (Wir sind die Nacht)                                                               | film              |                                       | 2010  | Dennis Gansel                        | H (Allemagne) LGBT et vampire | P.l. - Louise (lesbienne[réf. souhaitée]) | (cf. fr.wp)                 |
| Les Nouveaux Mecs (Der bewegte Mann)                                                                   | film              |                                       | 1994  | Sönke Wortmann                       | H (Allemagne) | P.g.travestissement.b-m. S.g. - Axel (travestissement de déguisement, relation gay, bisexuel) - Gunter (gay) - invités de Gunter, participant des sorées (gay) - Walter (gay, travestissement) - Norbert (gay, travestissement) - Metzger (gay) | (cf. fr.wp)                 |
| November Moon (Novembermond)                                                                           | film              |                                       | 1985  | Alexandra von Grote                  | | |                             |
| Oi! Warning (en)                                                                                       | film              |                                       | 1999  | Benjamin et Dominik Reding           | H | |                             |
| Parfum d'absinthe (Was nützt die Liebe in Gedanken)                                                    | film              |                                       | 2005  | Achim von Borries                    | (Allemagne) inspiré de fait réel - triangle amoureux                                                                                            | P.b-m.g. - Günther Scheller (gay) - Hans Stephan (gay, bisexuel) | (cf. fr.wp)                 |
| Pente douce (film) (Rückenwind (de)) ( Light Gradient)                                                 | film              |                                       | 2009  | Jan Krüger                           | H | | (cf. de.wp)                 |
| Prenez garde à la sainte putain (Warnung vor einer heiligen Nutte)                                     | film              |                                       | 1972  | Rainer Werner Fassbinder             | | | [réf. souhaitée]            |
| Qui peut sauver le Far West ? (Der Schuh des Manitu)                                                   | film              |                                       | 2001  | Michael Herbig                       | | | [réf. souhaitée]            |
| Quiet Days in Hollywood (en) (The Way We Are) (Hollywood People)                                       | film              |                                       | 1997  | Josef Rusnak                         | | |                             |
| Romeos (Romeos...anders als du denkst!)                                                                | film              |                                       | 2011  | Sabine Bernardi                      | H (Allemagne) T | P.transidentité.g. - Lukas (en transition) - Fabio (gay) | (cf. fr.wp)                 |
| Salmonberries (en)                                                                                     | film              |                                       | 1991  | Percy Adlon                          | H | lesbien |                             |
| Sasha                                                                                                  | film              |                                       | 2010  | Denis Todorović                      | | |                             |
| Saudade - Sehnsucht (Longing)                                                                          |                   |                                       | 2003  |                                      | | |                             |
| Scènes de chasse en Bavière (Jagdszenen aus Niederbayern)                                              | film              |                                       | 1969  | Peter Fleischmann                    | H (discriminations et violences envers des personnes LGBT)                                                                                      | P.g. - Abram (désigné comme homosexuel) | (cf. fr.wp)                 |
| Step Up and Be Vocal                                                                                   |                   |                                       | 2001  |                                      | | |                             |
| Straight                                                                                               | film              |                                       | 2007  | Nicolas Flessa                       | H (Allemagne) homosexualité dissimulée | P.g.b-m. - Nazim (gay) - David (bisexuel) | (cf. fr.wp)                 |
| Summer Storm (TQ : La Tempête d'été)                                                                   | film              |                                       | 2004  | Marco Kreuzpaintner                  | H (Allemagne) enfants et adolescents - sport - découverte et acceptation de son homosexualité                                                   | P.g. S.g. - Tobi (gay) - membres des "Queer Schlags" (gay) | (cf. fr.wp)                 |
| La Tendresse des loups (Die Zärtlichkeit der Wölfe)                                                    | film              |                                       | 1973  | Ulli Lommel                          | (Allemagne) inspiré de fait réel - adolescent (prostitution masculine - cannibalisme)                                                           | P.g. (Fritz Haarmann) | (cf. fr.wp)[réf. souhaitée] |
| Space Movie : La Menace fantoche ((T)Raumschiff Surprise - Periode 1)                                  | film              |                                       | 2004  | Michael Herbig                       | | | [réf. souhaitée]            |
| Le Troisième Sexe (Anders als du und ich (§ 175))                                                      | film              |                                       | 1957  | Veit Harlan                          | H (Allemagne) enfants et adolescents | P.g.b-m.[réf. souhaitée] - Manfred (gay)[réf. souhaitée] - Boris Winkler (gay)[réf. souhaitée] - Klaus (bisexuel)[réf. souhaitée] | (cf. fr.wp)                 |
| Viktor und Viktoria                                                                                    | film              |                                       | 1933  | Reinhold Schünzel                    | H (Allemagne) | P.Travestissement au cinéma. - Susanne Lohr / « Comtesse Viktoria » (travestissement, se faisant passer pour un homme travesti en femme) | (cf. fr.wp)                 |
| Viktor und Viktoria (titre français : Victor et Victoria)                                              | film              |                                       | 1957  | Karl Anton                           | H (Allemagne) | P.Travestissement au cinéma. - Victor / Hempel (travestissement de scène) - Erika Lehr / Viktor / Erich (travestissement utilitaire et d’émancipation) | (cf. fr.wp)[réf. souhaitée] |
| Vier Fernster (de) (Four Windows)                                                                      |                   |                                       | 2006  |                                      | | | (cf.de.wp)                  |
| Les Voisines Wanted! (Nachbarinnen)                                                                    | film              |                                       | 2004  | Franziska Meletzky                   | | |                             |
| Cowboys & Angels                                                                                       | film              | Irlande Royaume-Uni                   | 2003  | David Gleeson (dir.)                 | | P.g.[réf. souhaitée] | (cf. en.wp)                 |
| Créatures célestes (Heavenly Creatures)                                                                | film              | Royaume-Uni Nouvelle-Zélande          | 1994  | Peter Jackson                        | H (Nouvelle-Zélande Allemagne) basé sur des faits réel - personnages LGBT criminel - discrimination envers les LGBT                             | P.l. - Pauline Parker (éveil à une amitié lesbienne ; relation hétérosexuel) - Juliet Hulme (éveil à une amitié lesbienne) | (cf. fr.wp)                 |
| Oscar Wilde (Wilde)                                                                                    | film              | Royaume-Uni Japon                     | 1997  | Brian Gilbert                        | H (Royaume-Uni) biographique - coming-out--publicité de son homosexualité - discrimination et criminalisation de l’homosexualité                | P.g.b-m. S.g. - Oscar Wilde (gay, bisexuel) (Stephen Fry) - Robbie Ross (gay) - Lord Alfred "Bosie" Douglas (gay) (Jude Law) | (cf. fr.wp)                 |
| Flirt (en)                                                                                             | film              | États-Unis Japon                      | 1995  | Hal Hartley (dir.)                   | | |                             |
| Paragraphe 175                                                                                         | film documentaire | Royaume-Uni États-Unis                | 2000  | Rob Epstein (*) Jeffrey Friedman (*) | H (Allemagne États-Unis) persécution sous le IIIe Reich - documentaire                                                                          | P.g.l. - Karl Gorath, Albrecht Becker et Pierre Seel (gay) - Gad Beck et Annette Eick (lesbienne) - autre personnalités (l.g.b.) | (cf. fr.wp)                 |
| Stage Beauty (TQ : Belle de scène)                                                                     | film              | Royaume-Uni États-Unis                | 2004  | Richard Eyre                         | | P.g.b-m.travestissement. - Ned Kynaston (gay, acteur de théâtre travesti, bisexuel[réf. souhaitée]) | (cf. fr.wp)                 |
| Une vie normale (Hollow Reed)                                                                          | film              | Royaume-Uni Espagne                   | 1996  | Angela Pope                          | H (Royaume-Uni) coming-out - Film traitant de l’acceptation et de la découverte de son homosexualité - homoparentalité[réf. souhaitée]          | P.g. S.g. - Martin Wyatt (gay, précédemment marier hétérosexuel) - Tom Dixon (couple gay) | (cf. fr.wp)                 |
| De l'autre côté (Auf der anderen Seite - Yaşamın Kıyısında)                                            | film              | Turquie                               | 2007  | Fatih Akın                           | (Allemagne Turquie) LGBTI+ et autres minorités ; LGBTI+ ayant une fin tragique                                                                  | P.l. - Ayten Öztürk (relation lesbienne) - Charlotte (« Lotte ») Staub (relation lesbienne) | (cf. fr.wp)                 |
| Yaşamın Kıyısında (Auf der anderen Seite, The Edge of Heaven)                                          | film              | Turquie                               | 2007  |                                      | | |                             |
| When Darkness Falls (När mörkret faller)                                                               | film              | Suède                                 | 2006  |                                      | | |                             |
| Les Damnés (La caduta degli dei)                                                                       | film              | Italie                                | 1969  | Luchino Visconti                     | (Italie Allemagne) | P.g. S.g. - Martin von Essenbeck (travesti en Marlene Dietrich, - orgie homo-érotique des officiers avant la nuit des Longs Couteaux) | (cf. fr.wp)                 |
| I Shot My Love                                                                                         |                   | Israël                                | 2010  |                                      | | |                             |
| Saturn Returns (en)                                                                                    | film              | Israël                                | 2009  | Lior Shamriz (dir.)                  | H | |                             |
| Boat Trip (TQ : Croisière en folie)                                                                    | film              | États-Unis                            | 2003  | Mort Nathan                          | discrimination envers les LGBT+ - homosexualité dissimulée                                                                                      | S.g. - agent de voyage et son petit ami (gay) - passagers de la croisière (gay) | (cf. fr.wp)                 |
| Cursed (TQ : Maléfice)                                                                                 | film              | États-Unis                            | 2005  | Wes Craven                           | (Allemagne États-Unis) adolescent - LGBT dans les films d'horreur                                                                               | P.g. S.g. - Jimmy (gay) - Brooke (gay) - Bo (gay) | [ 20 ]                      |
| Gendernauts (en) (Gendernauts: A Journey Through Shifting Identities)                                  | film documentaire | États-Unis                            | 1999  | Monika Treut (*)                     | H documentaire | transidentité - Intersexe |                             |
| Hair                                                                                                   | film              | États-Unis                            | 1979  | Miloš Forman                         | | | (cf. fr.wp)                 |
| Dr Kinsey (Kinsey)                                                                                     | film              | États-Unis                            | 2004  | Bill Condon                          | H (États-Unis) biographie | bisexualité[réf. souhaitée] | [réf. nécessaire]           |
| Les Lois de l'attraction (The Rules of Attraction)                                                     | film              | États-Unis                            | 2002  | Roger Avary                          | (États-Unis) | P.l.g.b-m. - Paul Denton (gay, bisexuel) (Ian Somerhalder) - Sean Bateman (gay dans les fantasmes de Paul)[réf. souhaitée] (James Van Der Beek) - autre partenaire de Paul[réf. souhaitée] | (cf. fr.wp)                 |
| En kort en lang (Shake it all about)                                                                   | film              | Danemark                              | 2001  | Hella Joof                           | H (Danemark) mariage | P.g.b. - Jørgen (gay) - Jacob (bisexuel) | (cf. fr.wp)[réf. souhaitée] |
| Otto; or Up with Dead People                                                                           | film              | Canada                                | 2008  | Bruce LaBruce                        | (Allemagne Canada) LGBT dans le cinéma gore[réf. souhaitée]                                                                                     | | [réf. souhaitée]            |
| Super 8½                                                                                               | film              | Canada                                | 1993  | Bruce LaBruce                        | H | |                             |
| Bridget Jones : L'Âge de raison (Bridget Jones: The Edge of Reason)                                    | film              | France Royaume-Uni Irlande États-Unis | 2004  | Beeban Kidron                        | (Royaume-Uni États-Unis France) | S.g.l. - Rebecca (lesbienne) - Tom (gay)[réf. souhaitée] | (cf. fr.wp)                 |
| Wonder Boys                                                                                            | film              | Royaume-Uni États-Unis Japon          | 2000  | Curtis Hanson                        | | | [réf. souhaitée]            |
| Gosford Park (TQ : Un week-end à Gosford Park)                                                         | film              | États-Unis Royaume-Uni Italie         | 2001  | Robert Altman                        | | | [réf. souhaitée]            |
| The Celluloid Closet (TQ : L'Œil ouvert)                                                               | film documentaire | Royaume-Uni France États-Unis         | 1995  | Rob Epstein (*) Jeffrey Friedman (*) | H (États-Unis) documentaire (Teddy Award) | lesbien, gay | (cf. fr.wp)                 |
| Le Décaméron (Il decameron)                                                                            | film              | France Italie                         | 1971  | Pier Paolo Pasolini                  | (Italie)[réf. souhaitée] | S.g.[réf. souhaitée] | [réf. souhaitée]            |
| Coup de peigne (Blow Dry)                                                                              | film              | Royaume-Uni États-Unis                | 2001  | Paddy Breathnach                     | (Royaume-Uni) | P.l.b-f. S.l. - Shelley (lesbienne, ex-épouse de Phil) - Sandra (lesbienne) | (cf. fr.wp),                |
| Folles Funérailles (Eulogy)                                                                            | film              | Royaume-Uni États-Unis                | 2004  | Michael Clancy                       | (États-Unis) | | [réf. souhaitée]            |
| Les Lèvres rouges                                                                                      | film              | France Belgique                       | 1970  | Harry Kümel                          | (Belgique) inspirée de faits réel - vampire et LGBT[réf. souhaitée]                                                                             | P.l.b-f.[réf. souhaitée] - comtesse Bathory (relations bisexuelles, lesbienne) - Valérie (relations bisexuelles, relation vampirique lesbien) | (cf. fr.wp)[réf. souhaitée] |
| Les Initiés (Inxeba)                                                                                   | film              | France Afrique du Sud                 | 2017  | John Trengove                        | H (LGBT)[réf. souhaitée] adolescence - viol homosexuel[réf. souhaitée]                                                                          | | [réf. souhaitée]            |
| L'Instit de campagne (Country Teacher)                                                                 | film              | France République tchèque             | 2008  | Bohdan Sláma                         | H (Rép. tchèque) pédéraste | P.g. - Petr (gay, attirance pédéraste et attouchement sur Lada) | (cf. fr.wp)                 |
| Venkovský učite                                                                                        |                   | France République tchèque             | 2008  |                                      | | |                             |
| Shizo                                                                                                  | film              | France Russie Kazakhstan              | 2004  | Gulshat Omarova (dir.)               | | | [réf. souhaitée]            |
| Princesa (en)                                                                                          | film              | Royaume-Uni France Italie Espagne     | 2001  | Henrique Goldman (dir.)              | H | transidentité |                             |
| À fleur d'eau (Frauensee)                                                                              | film              |                                       | 2012  | Zoltan Paul (de)                     | Allemagne | P.l.[réf. souhaitée] - Rosa et sa compagne (couple lesbien)[réf. souhaitée] - 2 étudientes[réf. souhaitée] | (cf. fr.wp)[réf. souhaitée] |

### Allemagne de l'Est
| Titre (1)                                                                         | Support (2) | Autre(s) origine(s)    | Année | réalisateur⋅trice & commentaire (3) | Catégorie-thème LGBT (4) | personnage(s) (5) | Source (6)                  |
| --------------------------------------------------------------------------------- | ----------- | ---------------------- | ----- | ----------------------------------- | --- | --- | --------------------------- |
| Querelle                                                                          | film        | France                 | 1982  | Rainer Werner Fassbinder            | H (France Allemagne) | P.g. S.g. - Querelle (gay) - lieutenant Seblon ; Nono ; Gil (gay) | (cf. fr.wp)                 |
| Coming Out                                                                        | film        |                        | 1989  | Heiner Carow                        | H (Allemagne) coming-out - personnage LGBT ayant un destin tragique (Teddy Award)                                                      | P.g.b-m. S.g. - Philipp (bisexuel) - Jakob (relation gay) - Matthias (gay) | (cf. fr.wp)                 |
| The Berlin Affair (Interno Berlinese)                                             | film        | Italie                 | 1985  | Liliana Cavani                      | H | lesbien |                             |
| Dernière sortie pour Brooklyn (Letzte Ausfahrt Brooklyn ou Last Exit to Brooklyn) | film        | Royaume-Uni États-Unis | 1989  | Uli Edel                            | H (Allemagne) découverte de son homosexualité ; homophobie ; discrimination envers les LGBT+ ; personnage LGBT+ ayant une fin tragique | P.g.b-m.q.i S.g.q. - Harry Black (relation bisexuel masculine avec Regina androgyne, tentative de viol sur un adolescent) - Regina (dandy androgyne) - show de travestis - Georgette (travesti, vie sexuelle libre) - jeune voyou (relation gay avec Georgette) | (cf. fr.wp)[réf. souhaitée] |

### Allemagne de l'Ouest
| Titre (1) | Support (2) | Autre(s) origine(s)           | Année | réalisateur⋅trice & commentaire (3) | Catégorie-thème LGBT (4)                                                                  | personnage(s) (5) | Source (6)                  |
| --- | ----------- | ----------------------------- | ----- | ----------------------------------- | ----------------------------------------------------------------------------------------- | --- | --------------------------- |
| Les Désarrois de l'élève Törless (Der junge Törless) | film        | France                        | 1966  | Volker Schlöndorff                  | (Allemagne[réf. souhaitée]) (sexualité des mineurs)                                       | | [réf. souhaitée]            |
| Ce n'est pas l'homosexuel qui est pervers mais la société dans laquelle il vit (titre original : Nicht der Homosexuelle ist pervers, sondern die Situation, in der er lebt) | film        |                               | 1971  | Rosa von Praunheim                  | H (Allemagne) (récit initiatique)                                                         | P.g. S.g. | (cf. fr.wp)[réf. souhaitée] |
| Taxi zum Klo | film        |                               | 1981  | Frank Ripploh                       | H (Allemagne) documentaire BDSM                                                           | P.g. S.g. - Frank Ripploh (gay) - Bernd (gay) - nombreux personnages (gay)                                              | (cf. fr.wp)                 |
| Westler |             |                               | 1985  |                                     |                                                                                           | |                             |
| La Confusion des sentiments | téléfilm    | France                        | 1981  | Étienne Périer                      | H (TV France)                                                                             | P.g.[réf. souhaitée] - le professeur (gay[réf. souhaitée]) - Roland (gay[réf. souhaitée])                               | (cf. fr.wp)[réf. souhaitée] |
| Le Conformiste (il Conformista) | film        | France Italie                 | 1970  | Bernardo Bertolucci                 |                                                                                           | S.g. - Lino (gay, agression sexuelle sur le jeune Marcello) - prostitué (gay[réf. souhaitée])                           | (cf. fr.wp)                 |
| Colonel Redl | film        | Australie Hongrie             | 1985  | István Szabó                        | H (Hongrie) à partir d'un personnage LGBT+ réel - personnage LGBT+ ayant une fin tragique | P.g. S.g. - Alfred Redl (gay) - amants d'Alfred Redl (gay)                                                              | (cf. fr.wp)[réf. souhaitée] |
| Ludwig ou le Crépuscule des dieux (Ludwig) | film        | Italie France                 | 1972  | Luchino Visconti                    | (Italie) biographie                                                                       | P.g. S.g. - Louis II (gay) - palefrenier/chambellan (sous-jacent, gay) - pages et paysans (gay suggéré[réf. souhaitée]) | (cf. fr.wp)                 |
| Waiting for the Moon |             | États-Unis France Royaume-Uni | 1987  |                                     |                                                                                           | |                             |